# Necruțătorul
Necruțătorul (Unforgiven) este un film anti-western (sau western revizionist) american din 1992 produs și regizat de  Clint Eastwood. Scenariul este realizat de David Webb Peoples. Filmul prezintă viața lui William Munny, un proscris bătrân și criminal, care încearcă să-și refacă viața.  Filmul este un western întunecat care prezintă cu sinceritate aspectele urâte ale violenței din legendarul Vest sălbatic. În rolurile principale interpretează Eastwood alături de  Gene Hackman, Morgan Freeman și Richard Harris.

## Distribuție
- Clint Eastwood este William "Will" Munny
- Gene Hackman este Little Bill Daggett
- Morgan Freeman este Ned Logan
- Richard Harris este English Bob
- Jaimz Woolvett este The Schofield Kid
- Saul Rubinek este W. W. Beauchamp
- Frances Fisher este Strawberry Alice
- Anna Levine este Delilah Fitzgerald
- David Mucci este Quick Mike
- Rob Campbell este Davey Bunting
- Anthony James este Skinny Dubois
- Tara Frederick este Little Sue
- Beverley Elliott este Silky
- Liisa Repo-Martell este Faith
- Josie Smith este Crow Creek Kate
- Shane Meier este William Munny Jr.